# Microsa cubitas
Microsa cubitas är en spindelart som beskrevs av Alayón och Norman I. Platnick 1993. Microsa cubitas ingår i släktet Microsa och familjen plattbuksspindlar.
Artens utbredningsområde är Kuba. Inga underarter finns listade i Catalogue of Life.